# 宗元鼎
宗元鼎（1620年—1698年），字定九、又字鼎九，号梅岑、又号香斋，别号东原居士、梅西处士、小香居士等，江南扬州府江都县人。清初诗人、画家。
宗氏家族祖籍兴化，从祖宗臣（1525年—1560），与李攀龙等称“后七子”。一支移江都后，居宜陵东原（现吴桥镇谢桥社区七里长庄宗家院）。祖父宗名世，万历己丑科进士，官至工部主事。与会稽陶周望、华亭董思白称“同榜三才子”。父亲宗万邦为太学生，亦有诗集。
宗元鼎生于明泰昌元年（1620年），七岁咏梅，与从兄宗元观、从弟宗元豫、侄宗之瑾、宗之瑜皆工诗，并称“广陵五宗”。宗元鼎少入扬州府学，为廪膳生员。多次参加江南乡试，皆不得第。虽然仕途不顺，然而文名在外，“南北有生气者，无不为之诗文酬唱”，“海内知名之士过淮扬者，无不扁舟造访”。
康熙元年（1662年），王士祯（1634—1711）任扬州推官时，欣赏他的《后芜城赋》“青春鹦鹉，杨柳楼台”，专程前往宜陵东原拜访宗元鼎，相见恨晚。年过40的宗元鼎拜不足30岁的王士祯为师。数年间游宴唱和，雅集修禊，觞咏之会“每岁无虚”，二人互赠诗画，如王士祯在《雪中寄宗定九东原兼呈西樵先生》“东原佳句红枫树，付与丹青顾恺之。把玩居然成两绝，诗中有画画中诗。”。宗元鼎《寄阮亭先生》：“休从白傅歌杨柳，莫向刘郎演竹枝。五日东风十日雨,江楼齐唱冶春词。”康熙四年（1665年）七月，王士祯北上回京任职，二人互赠诗画不断，如《宗梅岑画红桥小景见寄赋怀二首》。王士祯高度评价宗元鼎的诗作。
康熙十八年（1679年），60岁的宗元鼎赴京参加贡太学部考（吏部明经试职），获第一名，候选六品州同知。王士祯为宗元鼎的东原草堂题匾额“天府名元”（颜体）。匾右题“翰林院侍读学士王士祯为”11字，匾左题“康熙己未吏部取中第一名授儒林郎宗元鼎立”19字（隶书）。年次未及，于是宗元鼎绝意仕途，称病还乡隐居，王士祯写《送宗梅岑归淮南》相送：“相逢才几日，复欲还东原。梁父云间树，兰陵雨后村。雄鸡能断尾，野鹤讵乘轩。一叶邗沟水，随潮到里门。”宗元鼎在宜陵“东原草堂”著书自娱，终年不入城市，力耕而食，艺花草，担向红桥易钱沽酒，自号卖花老人。桐城人方亨咸御史题赠“著书为务”四字匾（行草）。康熙二十七年（1698年）卒，享年七十九岁。

## 作品
- 《芙蓉集》21卷
- 《新柳堂集》18卷
- 《小香居词》2卷

## 评价
宗元鼎的诗作，尤其是绝句受到众多评论者的赞美：
邓汉仪（1617—1689）《诗观·初集》：“定九喜尚温、李，而机清格老，正与涂脂抹黛者大别。宜琅琊诸王亟为推许不置也。”
王士祯（1634—1711）《分甘馀话》：“余门人广陵宗梅岑，名元鼎，居东原，其诗本《才调集》，风华婉媚，自成一家。尝题吴江顾樵小来寄余云：‘青山野寺红枫树，黄草人家白酒篱。日暮江南堪画处，数声渔笛起汀洲。'余报之云：‘东原佳句红枫树，付与丹青顾恺之。把玩居然成两绝，诗中有画画中诗'。顾字樵水，亦名士。，”《居易录》：“宗梅岑云：“休从白傅歌杨柳，莫向刘郎演竹枝。五日东风十日雨，江楼齐唱冶春词”。丙寅、丁卯间，曲阜孔东塘以濬河至扬州，题诗红桥云：“阮亭合向扬州住，杜牧风流属后生。廿四桥头添酒社，十三楼下说诗名。曾随画舫无闲柳，再到纱窗只旧莺。等是竹西歌吹地，烟花好句让多情。”其属和者虽众，细细品味，当以宗元鼎为屈指。”
沈德潜（1673—1769）《清诗别裁》：“定九爱洁不减倪高士，为诗最重风调而性情因之以出，非漫然语也。集中七言绝句尤近中晚唐人。”“用意遣词，神似玉溪绝句。”
阮元（1764—1849）《淮海英灵集甲集》：“……为阮亭门人，故诗以《才调》为主，……七言诗如‘来逢莺语诗从作，去被人留酒重醺’、‘双柑香溅佳人手，半臂寒添酒客肩'极为阮亭所赏，载入《渔洋诗话》。阮亭每谓其诗风华婉媚，自成一家。”
徐世昌（1855—1939）《晚晴簃诗汇·诗话》：“梅岑诗最擅风调，著籍渔洋门下，尝称其七言‘来逢莺语诗从作，去被人留酒重醺’、‘双柑香溅佳人手，半臂寒添酒客肩’及绝句咏古诸作。”“……其绝句多有寄托，意味深长，以神韵论，可称得者。”如《炀帝冢》云：“帝业兴衰世几重，风流犹自惜遗纵。但求死看扬州月，不顾生归驾六龙。”
俞陛云（1868—1950）《吟边小识》：“王阮亭门下诗人，以宗元鼎诗最擅风调。其七言如：‘渔翁晚唱烟生浦，桑妇迟归月满筐。’‘双柑香溅佳人手，半臂寒添酒客肩。’皆清丽可诵。”
邓之诚（1887—1960）《清诗纪事初编》：“元鼎早年胎息温、李，惊才绝艳。晚更仰攀初盛。才情不减，文颇雅饬。生于明万历四十八年庚申，至康熙二十八年尚与孔尚任酬唱，年已七十矣。”